# Красное (Крым)
Кра́сное (до 1930-х Чалгары́; укр. Красне, крымскотат. Çalğarı, Чалгъары) — село в Симферопольском районе Республики Крым, административно в составе Первомайского сельского поселения (согласно административно-территориальному делению Украины — Первомайского сельского совета Автономной Республики Крым).

## Население
| 2001 | 2014 |
| ---- | ---- |
| 1034 | ↘943 |

Всеукраинская перепись 2001 года показала следующее распределение по носителям языка
| Язык             | Процент |
| ---------------- | ------- |
| русский          | 62,96   |
| крымскотатарский | 20,99   |
| украинский       | 14,6    |
| другие           | 0,97    |

### Динамика численности
| - 1805 год — 61 чел. - 1864 год — 7 чел. - 1889 год — 69 чел. - 1892 год — 20 чел. - 1926 год — 320 чел. | - 1939 год — 201 чел. - 1989 год — 994 чел. - 2001 год — 1034 чел. - 2009 год — 1014 чел. - 2014 год — 943 чел. |

## Современное состояние
В Красном 8 улиц, площадь, занимаемая селом, 102,4 гектара, на которой в 365 дворах, по данным сельсовета на 2009 год, числилось 1014 жителей. В селе работает магазин Крымпотребсоюза, детский сад «Вишенка».

## География
Расположено в северной части района, в 26 км (по шоссе) севернее Симферополя на правом берегу Салгира, высота центра села над уровнем моря 134 м. Соседние сёла: Сухоречье и Красная Зорька в 3,5 км, Первомайское — в 3 километрах. Транспортное сообщение осуществляется по региональной автодороге 35-Н-542 (по украинской классификации С-0-11348.).

## История
Первое документальное упоминание села встречается в Камеральном Описании Крыма… 1784 года, судя по которому, в последний период Крымского ханства Чолгары входили в Ашага Ичкийский кадылык Акмечетского каймаканства. После присоединения Крыма к России (8) 19 апреля 1783 года, (8) 19 февраля 1784 года, именным указом Екатерины II сенату, на территории бывшего Крымского Ханства была образована Таврическая область и деревня была приписана к Симферопольскому уезду. После Павловских реформ, с 1796 по 1802 год, входила в Акмечетский уезд Новороссийской губернии. По новому административному делению, после создания 8 (20) октября 1802 года Таврической губернии, Чолгары был включён в состав Кадыкойскои волости Симферопольского уезда.
По Ведомости о всех селениях в Симферопольском уезде состоящих с показанием в которой волости сколько числом дворов и душ… от 9 октября 1805 года, в деревне Чолпары числилось 11 дворов и 61 житель, исключительно крымские татары. На военно-топографической карте 1817 года деревня не обозначена, но есть в «Ведомости о казённых волостях Таврической губернии 1829 года», согласно которой Чалгары, после реформы волостного деления 1829 года, передали из Кадыкойской волости в состав Сарабузской. На карте 1842 года Чалгары обозначен с 22 дворами.
В 1860-х годах, после земской реформы Александра II, деревня осталась в составе преобразованной Сарабузской волости. Согласно «Списку населённых мест Таврической губернии по сведениям 1864 года», составленному по результатам VIII ревизии 1864 года, Чалгары — владельческая татарская деревня с 2 дворами, 7 жителями и мечетью при реке Салгире. На трёхверстовой карте 1865—1876 года в деревне Чолгары 9 дворов. В 1869 году Матвеем Шлее основано имение «Чолгары». В «Памятной книге Таврической губернии 1889 года» по результатам Х ревизии 1887 года записана деревня Чомар с 11 дворами и 69 жителями.
После земской реформы 1890-х годов деревню передали в состав новой Подгородне-Петровской волости. По «…Памятной книжке Таврической губернии на 1892 год» в деревне Чолгар, входившей Сарабузское сельское общество, числилось 20 жителей в 5 домохозяйствах. По «…Памятной книжке Таврической губернии на 1902 год» в деревне Чонгар, входившей в Сарабузское сельское общество, числилось 48 жителей в 5 домохозяйствах. На 1914 год в селении действовала земская школа. В Статистическом справочнике Таврической губернии 1915 года в Подгородне-Петровской волости Симферопольского уезда на месте деревни значится экономия Фердинанда Матвеевича Шлее «Чонгары», по другим сведениям — немецкий хутор того же владельца со 105 жителями.
После установления в Крыму Советской власти, по постановлению Крымревкома от 8 января 1921 года была упразднена волостная система и село включили в состав вновь созданного Сарабузского района Симферопольского уезда, а в 1922 году уезды получили название округов. 11 октября 1923 года, согласно постановлению ВЦИК, в административное деление Крымской АССР были внесены изменения, в результате которых был ликвидирован Сарабузский район и образован Симферопольский и село включили в его состав. Согласно Списку населённых пунктов Крымской АССР по Всесоюзной переписи 17 декабря 1926 года, в селе Чолгары Карача-Кангильского сельсовета Симферопольского района, числилось 73 двора, из них 71 крестьянский, население составляло 320 человек. В национальном отношении учтено: 110 русских, 172 украинца, 19 немцев, 4 белоруса, 15 записаны в графе «прочие», действовала русская школа. Время переименования Чолгар в Красное точно не определено, но на пятикилометровке Крыма 1938 года и на километровой карте Генштаба Красной армии 1941 года уже фигурирует деревня Красная. По данным всесоюзной переписи населения 1939 года в селе проживало 3848 человек. Вскоре после начала Великой Отечественной войны, 18 августа 1941 года крымские немцы были выселены, сначала в Ставропольский край, а затем в Сибирь и северный Казахстан.
В 1944 году, после освобождения Крыма от фашистов, 12 августа 1944 года было принято постановление № ГОКО-6372с «О переселении колхозников в районы Крыма» и в сентябре 1944 года в район приехали первые новоселы (214 семей) из Винницкой области, а в начале 1950-х годов последовала вторая волна переселенцев из различных областей Украины. С 25 июня 1946 года Красное в составе Крымской области РСФСР, а 26 апреля 1954 года Крымская область была передана из состава РСФСР в состав УССР.
До 1959 года село входило в Краснозорькинский сельсовет, на 15 июня 1960 года в Гвардейский поселковый, затем — в Урожайновский. Указом Президиума Верховного Совета УССР «Об укрупнении сельских районов Крымской области», от 30 декабря 1962 года Симферопольский район был упразднён и село присоединили к Бахчисарайскому. 1 января 1965 года, указом Президиума ВС УССР «О внесении изменений в административное районирование УССР — по Крымской области», вновь включили в состав Симферопольского. Решением Крымского областного Совета депутатов трудящихся от 7 февраля 1972 года № 69 включено в состав Первомайского сельсовета. По данным переписи 1989 года в селе проживало 994 человека. С 12 февраля 1991 года село в восстановленной Крымской АССР, 26 февраля 1992 года переименованной в Автономную Республику Крым. С 21 марта 2014 года в составе Крыма аннексировано Россией.
"Братская могила мирных жителей - жертв фашистского террора", Республика Крым, Симферопольский район, сельское поселение Первомайское, с. Красное, в 1,2 км к юго-западу от села, в поле у дороги на с.Первомайское - объект культурного наследия народов России  Объект культурного наследия народов РФ регионального значения. Рег. № 911710856250005 (ЕГРОКН)